# 赖恩融
莱斯利·西奥多·莱尔（英語：Leslie Theodore Lyall，1905年—1996年2月14日），汉名赖恩融，英国内地会派往中国的传教士，也是一位中国专家，曾写过多部关于中国与教会的著作。

## 生平
1905年，赖恩融出生於英國中部的切斯特，父亲是著名布道家，在1910年赖恩融年仅4岁时去世。1928年，赖恩融毕业于剑桥大学，恰逢内地会呼召200名前往中国的传教士，于是在1929年，赖恩融前往中国，在安庆语言学校学习中文后，被派往山西，负责教会的儿童与青年工作。在山西期间，赖恩融曾经与来访的伯特利佈道團及宋尚節合作，带来當地教会的復興，并结识内地会的中国传道人楊紹唐。
1938年，赖恩融与妻子祝美蘭（著名宣教士祝康寧的孫女，生於中國，先後在山東及加拿大受教育，1930年重返中國）一同回到中國，在河北省获鹿和山西工作。1940年初，差會下令撤退在日軍控制區域內宣教士轉移往西南内陆地区，赖恩融被调往贵州安順。赖恩融通过开设英文查經班接触搬迁到当地的2所大学的师生，2年多时间内有100多人受浸。1944年，日軍进攻贵州，赖恩融一家取道印度乘船返回英國。
1946年，战争结束，赖恩融一家重返中國，在北平租得东城西总布胡同33号一幢大公館，作为大專學生福音團契總部。
1950年，中国大陆驱逐外国传教士，赖恩融被迫返回英國，又在內地會辦事處工作13年。赖恩融回英国后始终关注中国教会，组织祈禱會、演讲会，并写过多部关于中国与教会的著作。1996年2月14日，赖恩融在英国去世。

## 著作
- John Sung （《宋尚节传》，1954, ret 1961),
- Come Wind, Come Weather: The Present Experience of the Church in China（《风雨中的教会: 中国大陸教会十年來的磨練》，1961年）结语：「目前的幽暗不是日暮，而是黎明前的黝黑。」
- The Church Local and Universal (1962)
- Urgent Harvest (1962)
- A Passion for the Impossible: The Continuing Story of the Mission Hudson Taylor Began （《知难而进》，1965年）
- Red Sky at Night (1969)
- A World to Win (1972)
- Three of China's Mighty Men（《中国教会三巨人》，1973年）
- New Spring in China: A Christian Appraisal (1979)
- God Reigns in China（《万有主宰》）